# 刘城村 (利津县)
刘城村 ，中华人民共和国山东省东营市利津县北宋镇所辖行政村。位于利津县南部。全村人口146户，456人(2010年底)。耕地面积230亩。行政区划代码370522101242。